# دان بولوك
دان بولوك (بالإنجليزية: Dan Bullock)‏ هو عسكري أمريكي، ولد في 21 ديسمبر 1953 في غولدزبورو في الولايات المتحدة، وتوفي في 7 يونيو 1969 في An Hoa Combat Base ‏ في فيتنام.